# Гиперборей (журнал)
«Гиперборе́й» — «Ежемесячник стихов и критики». Литературный журнал первого Цеха поэтов 1912—1913 гг. Всего было выпущено 10 номеров, последний номер сдвоенный. Журнал был основан С. М. Городецким и Н. С. Гумилёвым. Издателем и редактором был поэт и переводчик М. Л. Лозинский. На его квартире происходили собрания редакции. В 1914 году сборник был преобразован в издательство «Гиперборей», которое существовало до 1918 года.
Название сборника было выбрано следующим образом: гипербореями в греческой мифологии назвали людей, живущих в непрерывном празднике. Они были вечно юны и приближены к богам. Когда им надоедала жизнь, они бросались в море и таким образом умирали. Таким образом, название сборника заключало в себе декларацию программы акмеизма. Строчки Василия Гиппиуса хорошо отражали атмосферу, царившую в «Гиперборее»:
По пятницам в «Гиперборее»

Расцвет литературных роз.

И всех садов земных пестрее

По пятницам в «Гиперборее»

Как под жезлом волшебной феи,

Цветник прельстительный возрос.

По пятницам в «Гиперборее»

Расцвет литературных роз.

## Писатели
- Ахматова, Анна Андреевна
- Городецкий, Сергей Митрофанович
- Гумилёв, Николай Степанович
- Зенкевич, Михаил Александрович
- Иванов, Георгий Владимирович
- Кузмин, Михаил Алексеевич
- Лозинский, Михаил Леонидович
- Моравская, Мария Людвиговна
- Мандельштам, Осип Эмильевич
- Нарбут, Владимир Иванович
- Одоевцева, Ирина Владимировна
- Ходасевич, Владислав Фелицианович
- Шилейко, Владимир Казимирович
- Гиппиус, Василий Васильевич